# Weser-Ems
Weser-Ems was de meest westelijke van de vier Regierungsbezirke (regio's) in de Duitse deelstaat Nedersaksen,  grenzend aan de Nederlandse provincies Groningen, Drenthe en Overijssel. Het was gevormd in 1978 door de samenvoeging van de Regierungsbezirke Osnabrück, Aurich en Oldenburg.
De deelstaatregering van Nedersaksen besloot tot een bestuurshervorming, waarbij de regio's per 1 januari 2005 zijn opgeheven. Vanaf die datum bestaat er een vertegenwoordiging van de deelstaatregering voor de voormalige regio.

## Voormalige bestuurlijke indeling
| Landkreise | Kreisfreie Städte                                                  |
| --- | ------------------------------------------------------------------ |
| 1. Ammerland 2. Aurich 3. Grafschaft Bentheim 4. Cloppenburg 5. Eemsland 6. Friesland 7. Leer 8. Oldenburg 9. Osnabrück 10. Vechta 11. Wesermarsch 12. Wittmund | 1. Delmenhorst 2. Emden 3. Oldenburg 4. Osnabrück 5. Wilhelmshaven |